# Nederlandse Rode Lijst (bijen)
De rode lijsten worden regelmatig, bijvoorbeeld eens in de 10 jaar, bijgewerkt. Minister Carola Schouten van Landbouw, Natuur en Voedselkwaliteit heeft op 24 april 2018 de nieuwe rode lijsten voor bedreigde bijensoorten vastgesteld.
Op 6 maart 2018 werd door Menno Reemer, insectenspecialist (entomoloog) van het EIS Kenniscentrum Insecten en andere ongewervelden, de meest recente rode lijst voor de bijen voorgesteld, na een eerdere lijst uit 2003. Op de huidige rode lijst zijn 181 soorten geplaatst. Plaatsing op de rode lijst betekent niet automatisch dat de soort beschermd is. Daarvoor is opname van de soort in de Flora- en faunawet nodig. De rode lijsten hebben daarvoor een belangrijke signaalfunctie.
De redenen van achteruitgang van bijen kunnen verschillen. Veel soorten stellen specifieke eisen aan de voortplantingshabitat of hebben een bepaalde voedselplant nodig. Veel bijen die afhankelijk zijn van klaver hebben het moeilijk, ongeveer 80 procent van deze soorten staat op de rode lijst. Ook veel hommels zijn bedreigd, van de 27 soorten staan er zeventien op de rode lijst en zijn er zeven verdwenen uit Nederland. Op de rode lijsten staan, naast de bedreigde soorten, beschermingsmaatregelen om deze soorten weer in aantal te laten toenemen. Doordat overheden en terreinbeherende organisaties bij hun beleid en beheer rekening houden met de rode lijsten wordt gehoopt dat van de nu bedreigde organismen er over tien jaar een aantal niet meer bedreigd zullen zijn en dus van de rode lijst afgevoerd kunnen worden.
Er zijn 331 soorten bijen in Nederland waarvan is aangetoond dat ze zich regelmatig voortplanten. Hiervan staan er 181 op de rode lijst, wat neerkomt op 55% van het totale aantal. Er worden op de rode lijst vijf categorieën onderscheiden:
- verdwenen uit Nederland (46 soorten)
- ernstig bedreigd (30 soorten)
- bedreigd (42 soorten)
- kwetsbaar (38 soorten)
- gevoelig (25 soorten)

## Rode lijst bijen 2018
| Nederlandse naam            | Wetenschappelijke naam       | Status                  |
| --------------------------- | ---------------------------- | ----------------------- |
| Bergbehangersbij            | Megachile alpicola           | Ernstig bedreigd        |
| Blauwe metselbij            | Osmia caerulescens           | Kwetsbaar               |
| Blauwe zandbij              | Andrena agilissima           | Gevoelig                |
| Blauwzwarte houtbij         | Xylocopa violacea            | Bedreigd                |
| Blokhoofdgroefbij           | Halictus maculatus           | Bedreigd                |
| Boemerangmaskerbij          | Hylaeus difformis            | Gevoelig                |
| Boloog                      | Bombus confusus              | Verdwenen uit Nederland |
| Bonte wespbij               | Nomada bifasciata            | Kwetsbaar               |
| Boommetselbij               | Osmia parietina              | Bedreigd                |
| Borstelgroefbij             | Lasioglossum nitidiusculum   | Ernstig bedreigd        |
| Borstelwespbij              | Nomada stigma                | Gevoelig                |
| Boshommel                   | Bombus sylvarum              | Ernstig bedreigd        |
| Boswespbij                  | Nomada opaca                 | Bedreigd                |
| Boszandbij                  | Andrena coitana              | Ernstig bedreigd        |
| Breedbanddwergzandbij       | Andrena pusilla              | Ernstig bedreigd        |
| Breedbuikgroefbij           | Lasioglossum lativentre      | Bedreigd                |
| Bremzandbij                 | Andrena ovatula              | Kwetsbaar               |
| Bruine rouwbij              | Melecta albifrons            | Kwetsbaar               |
| Bruine slobkousbij          | Macropis fulvipes            | Gevoelig                |
| Bruinsprietwespbij          | Nomada fuscicornis           | Bedreigd                |
| Combigroefbij               | Lasioglossum intermedium     | Ernstig bedreigd        |
| Donkere dubbeltand          | Nomada obscura               | Bedreigd                |
| Donkere klaverzandbij       | Andrena labialis             | Kwetsbaar               |
| Donkere klokjeszandbij      | Andrena pandellei            | Bedreigd                |
| Donkere rimpelrug           | Andrena bimaculata           | Kwetsbaar               |
| Donkere tuinhommel          | Bombus subterraneus          | Verdwenen uit Nederland |
| Donkere wilgenzandbij       | Andrena apicata              | Bedreigd                |
| Donkere zomerzandbij        | Andrena nigriceps            | Bedreigd                |
| Doornkaakzandbij            | Andrena trimmerana           | Gevoelig                |
| Driedoornige metselbij      | Hoplitis tridentata          | Gevoelig                |
| Dubbeldoornwespbij          | Nomada femoralis             | Bedreigd                |
| Duingroefbij                | Lasioglossum tarsatum        | Bedreigd                |
| Duinmaskerbij               | Hylaeus annularis            | Kwetsbaar               |
| Dwerggroefbij               | Lasioglossum pygmaeum        | Gevoelig                |
| Eikenzandbij                | Andrena ferox                | Gevoelig                |
| Ericabij                    | Megachile analis             | Ernstig bedreigd        |
| Gebandeerde dwergzandbij    | Andrena niveata              | Bedreigd                |
| Gedoornde groefbij          | Lasioglossum laevigatum      | Verdwenen uit Nederland |
| Gedrongen wespbij           | Nomada guttulata             | Bedreigd                |
| Geelgespoorde houtmetselbij | Hoplitis claviventris        | Kwetsbaar               |
| Geelstaartklaverzandbij     | Andrena wilkella             | Kwetsbaar               |
| Gekielde dwergzandbij       | Andrena strohmella           | Gevoelig                |
| Gelderse zandbij            | Andrena gelriae              | Ernstig bedreigd        |
| Gele hommel                 | Bombus distinguendus         | Verdwenen uit Nederland |
| Gele tubebij                | Stelis signata               | Verdwenen uit Nederland |
| Gele wespbij                | Nomada mutica                | Gevoelig                |
| Gestippelde maskerbij       | Hylaeus clypearis            | Gevoelig                |
| Gestippelde smaragdgroefbij | Lasioglossum aeratum         | Gevoelig                |
| Gestreepte bloedbij         | Sphecodes rufiventris        | Ernstig bedreigd        |
| Gewone klokjesglansbij      | Dufourea dentiventris        | Verdwenen uit Nederland |
| Gewone klokjeszandbij       | Andrena curvungula           | Verdwenen uit Nederland |
| Gewone langhoornbij         | Eucera longicornis           | Ernstig bedreigd        |
| Gewone pantserbij           | Biastes truncatus            | Verdwenen uit Nederland |
| Gewone tubebij              | Stelis breviuscula           | Kwetsbaar               |
| Gladde groefbij             | Lasioglossum laeve           | Verdwenen uit Nederland |
| Glimmende smaragdgroefbij   | Lasioglossum nitidulum       | Kwetsbaar               |
| Gouden kegelbij             | Coelioxys aurolimbata        | Bedreigd                |
| Gouden slakkenhuisbij       | Osmia aurulenta              | Kwetsbaar               |
| Goudstaartzandbij           | Andrena chrysopyga           | Verdwenen uit Nederland |
| Grashommel                  | Bombus ruderarius            | Kwetsbaar               |
| Groene zandbij              | Andrena viridescens          | Gevoelig                |
| Grote glimmende zandbij     | Andrena polita               | Kwetsbaar               |
| Grote harsbij               | Trachusa byssina             | Verdwenen uit Nederland |
| Grote kegelbij              | Coelioxys conoidea           | Ernstig bedreigd        |
| Grote koekoekshommel        | Bombus vestalis              | Kwetsbaar               |
| Grote metselbij             | Osmia xanthomelana           | Verdwenen uit Nederland |
| Grote roetbij               | Panurgus banksianus          | Kwetsbaar               |
| Grote tuinhommel            | Bombus ruderatus             | Verdwenen uit Nederland |
| Grote wespbij               | Nomada sexfasciata           | Ernstig bedreigd        |
| Halfgladde dwergzandbij     | Andrena semilaevis           | Kwetsbaar               |
| Heidehommel                 | Bombus humilis               | Ernstig bedreigd        |
| Heidekegelbij               | Coelioxys conica             | Ernstig bedreigd        |
| Heidewespbij                | Nomada rufipes               | Kwetsbaar               |
| Holkopgroefbij              | Halictus compressus          | Verdwenen uit Nederland |
| IJszijdebij                 | Colletes impunctatus         | Gevoelig                |
| Kale wespbij                | Nomada rhenana               | Verdwenen uit Nederland |
| Kattenkruidbij              | Anthophora quadrimaculata    | Bedreigd                |
| Kauwende metselbij          | Osmia leaiana                | Bedreigd                |
| Kielstaartkegelbij          | Coelioxys alata              | Gevoelig                |
| Klavermetselbij             | Hoplitis ravouxi             | Ernstig bedreigd        |
| Kleine bandgroefbij         | Lasioglossum quadrinotatum   | Bedreigd                |
| Kleine bleekvlekwespbij     | Nomada baccata               | Ernstig bedreigd        |
| Kleine bonte wespbij        | Nomada roberjeotiana         | Ernstig bedreigd        |
| Kleine groefbij             | Lasioglossum parvulum        | Bedreigd                |
| Kleine lookmaskerbij        | Hylaeus leptocephalus        | Ernstig bedreigd        |
| Kleine sachembij            | Anthophora bimaculata        | Verdwenen uit Nederland |
| Kleine slanksprietmaskerbij | Hylaeus paulus               | Gevoelig                |
| Kleine tubebij              | Stelis minuta                | Gevoelig                |
| Kleine tuinmaskerbij        | Hylaeus pictipes             | Kwetsbaar               |
| Klokjesglansbij             | Dufourea inermis             | Verdwenen uit Nederland |
| Knautiabij                  | Andrena hattorfiana          | Bedreigd                |
| Knautiawespbij              | Nomada armata                | Kwetsbaar               |
| Koolzwarte zandbij          | Andrena pilipes              | Bedreigd                |
| Kortsnuitbloedbij           | Sphecodes majalis            | Gevoelig                |
| Kortsprietgroefbij          | Lasioglossum brevicorne      | Kwetsbaar               |
| Kraagbloedbij               | Sphecodes spinulosus         | Verdwenen uit Nederland |
| Kruisbloemzandbij           | Andrena distinguenda         | Verdwenen uit Nederland |
| Kustbehangersbij            | Megachile maritima           | Bedreigd                |
| Langsprietdwergwespbij      | Nomada distinguenda          | Bedreigd                |
| Lapse behangersbij          | Megachile lapponica          | Kwetsbaar               |
| Late hommel                 | Bombus soroeensis            | Ernstig bedreigd        |
| Lichte bloedbij             | Sphecodes hyalinatus         | Bedreigd                |
| Lichte koekoekshommel       | Bombus barbutellus           | Verdwenen uit Nederland |
| Limburgse hommel            | Bombus pomorum               | Verdwenen uit Nederland |
| Lombardgroefbij             | Halictus langobardicus       | Gevoelig                |
| Lookmaskerbij               | Hylaeus punctulatissimus     | Gevoelig                |
| Matglanswespbij             | Nomada similis               | Kwetsbaar               |
| Matte dwergzandbij          | Andrena alfkenella           | Verdwenen uit Nederland |
| Minitubebij                 | Stelis minima                | Bedreigd                |
| Moerasmaskerbij             | Hylaeus pfankuchi            | Bedreigd                |
| Mooie sachembij             | Anthophora aestivalis        | Verdwenen uit Nederland |
| Moshommel                   | Bombus muscorum              | Bedreigd                |
| Noordelijke groefbij        | Lasioglossum sexmaculatum    | Verdwenen uit Nederland |
| Noordelijke klaverzandbij   | Andrena intermedia           | Ernstig bedreigd        |
| Noordelijke sachembij       | Anthophora borealis          | Verdwenen uit Nederland |
| Oranje zandbij              | Andrena marginata            | Verdwenen uit Nederland |
| Paardenbloembij             | Andrena humilis              | Kwetsbaar               |
| Papaverbij                  | Hoplitis papaveris           | Verdwenen uit Nederland |
| Platkielwespbij             | Nomada obtusifrons           | Verdwenen uit Nederland |
| Rietmaskerbij               | Hylaeus pectoralis           | Kwetsbaar               |
| Rimpelsnuit                 | Andrena combinata            | Verdwenen uit Nederland |
| Rinks maskerbij             | Hylaeus rinki                | Bedreigd                |
| Rode koekoekshommel         | Bombus rupestris             | Bedreigd                |
| Rode maskerbij              | Hylaeus variegatus           | Ernstig bedreigd        |
| Rode wespbij                | Nomada mutabilis             | Verdwenen uit Nederland |
| Rode zandbij                | Andrena schencki             | Verdwenen uit Nederland |
| Roodrandzandbij             | Andrena rosae                | Bedreigd                |
| Roodscheenzandbij           | Andrena ruficrus             | Kwetsbaar               |
| Roodsprietwespbij           | Nomada fulvicornis           | Kwetsbaar               |
| Roodstaartklaverzandbij     | Andrena similis              | Verdwenen uit Nederland |
| Rosse kegelbij              | Coelioxys rufescens          | Ernstig bedreigd        |
| Rotsbehangersbij            | Megachile pilidens           | Gevoelig                |
| Ruige behangersbij          | Megachile circumcincta       | Bedreigd                |
| Schermbloemzandbij          | Andrena nitidiuscula         | Bedreigd                |
| Schoorsteengroefbij         | Lasioglossum lineare         | Ernstig bedreigd        |
| Schoorsteensachem           | Anthophora plagiata          | Verdwenen uit Nederland |
| Slangenkruidbij             | Hoplitis adunca              | Kwetsbaar               |
| Slanke kegelbij             | Coelioxys elongata           | Kwetsbaar               |
| Slurfbij                    | Rophites quinquespinosus     | Verdwenen uit Nederland |
| Sporkehoutzandbij           | Andrena fulvida              | Kwetsbaar               |
| Steilrandgroefbij           | Lasioglossum quadrinotatulum | Kwetsbaar               |
| Stipmaskerbij               | Hylaeus styriacus            | Gevoelig                |
| Stomptandwespbij            | Nomada striata               | Bedreigd                |
| Texelse zandbij             | Andrena fulvago              | Kwetsbaar               |
| Tormentilzandbij            | Andrena tarsata              | Bedreigd                |
| Tweekleurige koekoekshommel | Bombus bohemicus             | Kwetsbaar               |
| Tweekleurige slakkenhuisbij | Osmia bicolor                | Verdwenen uit Nederland |
| Tweekleurige wespbij        | Nomada integra               | Bedreigd                |
| Variabele zandbij           | Andrena varians              | Bedreigd                |
| Veenhommel                  | Bombus jonellus              | Kwetsbaar               |
| Vierbandgroefbij            | Halictus quadricinctus       | Ernstig bedreigd        |
| Viltige groefbij            | Lasioglossum prasinum        | Bedreigd                |
| Vlekkenbij                  | Thyreus orbatus              | Verdwenen uit Nederland |
| Vlekpootwespbij             | Nomada melathoracica         | Gevoelig                |
| Waaiergroefbij              | Lasioglossum pallens         | Gevoelig                |
| Waddenhommel                | Bombus cullumanus            | Verdwenen uit Nederland |
| Waddenmetselbij             | Osmia maritima               | Verdwenen uit Nederland |
| Waddenviltbij               | Epeolus alpinus              | Verdwenen uit Nederland |
| Weidebij                    | Andrena gravida              | Kwetsbaar               |
| Weidemaskerbij              | Hylaeus incongruus           | Kwetsbaar               |
| Wikkebij                    | Andrena lathyri              | Kwetsbaar               |
| Witgevlekte tubebij         | Stelis ornatula              | Bedreigd                |
| Witte rouwbij               | Melecta luctuosa             | Verdwenen uit Nederland |
| Zadeldwergzandbij           | Andrena falsifica            | Bedreigd                |
| Zadelgroefbij               | Lasioglossum rufitarse       | Ernstig bedreigd        |
| Zandblauwtjesglansbij       | Dufourea halictula           | Verdwenen uit Nederland |
| Zandhommel                  | Bombus veteranus             | Ernstig bedreigd        |
| Zandloperbij                | Ammobates punctatus          | Verdwenen uit Nederland |
| Zesbandgroefbij             | Halictus sexcinctus          | Verdwenen uit Nederland |
| Zilveren zandbij            | Andrena argentata            | Bedreigd                |
| Zuidelijke bronsgroefbij    | Halictus leucaheneus         | Ernstig bedreigd        |
| Zuidelijke dwerggroefbij    | Lasioglossum minutulum       | Ernstig bedreigd        |
| Zuidelijke klokjesbij       | Chelostoma distinctum        | Bedreigd                |
| Zuidelijke langhoornbij     | Eucera nigrescens            | Bedreigd                |
| Zwaluwbij                   | Hoplitis anthocopoides       | Verdwenen uit Nederland |
| Zwartbronzen houtmetselbij  | Osmia niveata                | Kwetsbaar               |
| Zwarte bloedbij             | Sphecodes niger              | Gevoelig                |
| Zwarte sachembij            | Anthophora retusa            | Ernstig bedreigd        |
| Zwarte tubebij              | Stelis phaeoptera            | Ernstig bedreigd        |
| Zwarte wespbij              | Nomada argentata             | Verdwenen uit Nederland |
| Zwartflankzandbij           | Andrena thoracica            | Verdwenen uit Nederland |